# Tournefeuille
Tournefeuille település Franciaországban, Haute-Garonne megyében. Lakosainak száma 29 724 fő (2022. január 1.). Tournefeuille Colomiers, Toulouse, Cugnaux és Plaisance-du-Touch községekkel határos.

## Népesség
A település népessége az elmúlt években az alábbi módon változott:
| Lakosok száma | 3438 | 8541 | 16 669 | 25 444 | 26 206 | 26 477 | 26 962 | 28 117 | 28 763 | 29 724 |
|               | 1968 | 1982 | 1990   | 2006   | 2013   | 2015   | 2017   | 2019   | 2020   | 2022   |